# Abdelkader Reguigui
Abdelkader Reguigui (* 1961) ist ein ehemaliger algerischer Radrennfahrer und Sportlicher Leiter.

## Sportliche Laufbahn
1987 gewann er die Algerien-Rundfahrt und wurde Dritter in der nationalen Meisterschaft im Straßenrennen hinter dem Sieger Madjid Ghoumarassi. Im Mannschaftszeitfahren der Afrikameisterschaft gewann er mit seinem Team die Goldmedaille.
Die Internationale Friedensfahrt fuhr er 1984, wobei er den 78. Platz der Gesamtwertung einnahm. In den Rennen der Arabischen Meisterschaften 1984 wurde er Sechster im Einzelrennen und Zweiter im Mannschaftszeitfahren. 
1985 gewann er die 3. Etappe der Algerien-Rundfahrt, 1986 entschied er die 2. Etappe der heimischen Rundfahrt für sich und wurde Vierter des Gesamtklassements. Im Grand Prix d’Annaba 1986 belegte er beim Sieg von Malek Hamza den dritten Platz. Bei den Afrikaspielen 1987 wurde er Dritter im Straßenrennen hinter seinem Mannschaftskameraden Irbeh Sebti Benzine, der das Rennen gewann.
1988 gewann er den Titel im Mannschaftszeitfahren bei den Arabischen Meisterschaften.

## Berufliches
Nach seiner aktiven Laufbahn war er als Trainer und Sportlicher Leiter tätig. Im Radsportteam Vélo Club SOVAC aus Algier fungierte er als Sportlicher Leiter.

## Familiäres
Sein Sohn Youcef Reguigui ist mehrfacher algerischer Meister im Straßenrennen.